# سيدي عيش (ولاية بجاية)
مدينة سيدي عيش بلدية ودائرة تحمل نفس الاسم بولاية بجاية بالجزائر تم تأسيس المدينة الحديثة سنة 1874 ميلادية وتعد المدينة أشهر مدن وادي الصومام وتشكل الدائرة في المجمل عرش آث وغليس التاريخي الذي أخرج عدة علماء ومصلحين مثل الشيخ عبد الرحمن الوغليسي المتوفي سنة 786 هجرية وغيره من العلماء والأولياء الذين انتشروا في بلدان المغرب العربي وكونوا تلاميذ ومريدين، وهذا العرش مشهور بزواياه ومعاهده القرآنية في منطقة القبائل والقطر الجزائري بشكل عام بحيث يتوافد إليه الطلبة من كل حدب وصوب.

## الجغرافيا

### الموقع
تقع بلدية سيدي عيش بوادي الصومام في القبائل الصغرى على مسافة 46 كلم غرب مدينة بجاية، وتضم دائرة سيدي عيش عدة بلديات وهي : بلدية لفلاي بلدية تينابدار بلدية سيدي عياد بلدية تيفيرا.

## أعلام
- رفيق بولعنصر

## مواضيع ذات صلة
- بلديات ولاية بجاية
- دوائر ولاية بجاية